# 미나가와 유스케
미나가와 유스케(일본어: 皆川 佑介, 1991년 10월 9일 ~ )는 일본의 축구 선수이다.

## 구단 경력
그는 2014년부터 2023년까지 J리그의 산프레체 히로시마, 로아소 구마모토, 요코하마 FC, 베갈타 센다이, 레노파 야마구치 FC에서 활동하였다.

## 국가대표팀 경력
그는 2014년 9월 5일 우루과이과의 경기에서 일본 국가대표팀에 데뷔했다.

## 통계

### 구단
| 일본 | 일본 | 일본 |
| 연도 | 출전 | 득점 |
| ---- | ---- | ---- |
| 2014 | 24   | 5    |
| 2015 | 13   | 3    |
| 통산 | 37   | 8    |

### 국가대표팀
| 일본 | 일본 | 일본 |
| 연도 | 출전 | 득점 |
| ---- | ---- | ---- |
| 2014 | 1    | 0    |
| 통산 | 1    | 0    |